# Казале (Гаити)
Казале (фр. Cazale) — деревня на Гаити, на северо-западе страны, в гористой труднодоступной местности более чем в 70 километрах от Порт-о-Пренса, столицы страны. Это главный центр проживания польской общины на Гаити, называемой здесь La Pologne (Польша).
Посёлок не имеет какой-либо крупной подъездной дороги, что способствует его значительной изоляции от остальной части страны. Расположенный на вершине обезлесенного холма, он соседствует с другими деревнями региона, населенными гаитянами разного происхождения. Он состоит из домов из плетёной соломы, покрытых глиной и банановыми листьями, называемых cailles-pailles. Некоторые из самых старых домов построены из кирпича и даже украшены тирольским узором. До 1996 года здесь стояла кирпичная, простая католическая церковь, которая рухнула прямо перед обедней (финансовых приношений нет, с тех пор под церковь используется приспособленный барак). Убранство включает изображение Девы Марии, похожее на образ из Ченстохова.
В селе нет электричества, телефона, водопровода, поликлиники, школы, магазинов и автотранспорта. В настоящее время население очень бедное. Вышло из употребления и кладбище (польские фамилии) — в настоящее время умерших хоронят возле домов. Старых документов, фотографий или сувениров, относящихся к истории польской общины, не сохранилось. Поляки из Казале также не говорят по-польски, их язык гаитянский креольский. В 1980 году один из жителей (Амон Фремон) совершил спонсируемую поездку в Польшу.
Первоначальное название деревни, вероятно, было Canton de Plateaux (угол плато), но поляки изменили его в честь одного из первых поселенцев по фамилии (или прозвищу) Зал. По более детальной версии происхождения названия оно, возможно, произошло от слов kay Zalewski, что означает «дом Залевского» (распространённая польская фамилия). Деревня населена потомками польских солдат, посланных Наполеоном в 1802 году для подавления Гаитянской революции.
Жители белые или, смешавшись с аборигенами, мулаты. Они называют себя поляками, хотя для них это имеет довольно абстрактное значение. Они сохранили рудиментарные обычаи (танец полька, косы, заплетенные по-славянски) и некоторые поговорки. Самая распространенная фамилия — Белно (от Белновского — фамилии укорачивались и упрощались).
На берегу реки установлен небольшой памятник со словами «Сообщество Казале не забудет». Его поставили в честь жертв режима Папы Дока, а точнее его бригады смерти — тонтон-макутов, которые 27 марта 1969 года в окрестностях села убили 11 человек, а также уничтожили многие документы польской общины. В августе 1996 года деревню посетил итальянский репортер Риккардо Орицио. Глава о La Pologne вошла его книгу «Потерянные белые племена», изданной в 2000 году, где он подробно описал судьбу поляков на Карибах.
Жери Бенуа, первая жена бывшего президента Гаити Рене Преваля, была родом из Казале.

## Комментарии
1. ↑  Мои предки были поляками. Они служили в армии Наполеона, которая должна была подавить независимость Гаити. Однако они перешли на сторону Гаити, а после восстановления независимости моей страны остались. Их звали: Белновский и Бенуа. К сожалению, никаких памятных вещей не сохранилось»[3].